# Anna Kikina
Anna Jurjevna Kikina (ryska: Анна Юрьевна Кикина) är född 27 augusti 1984 i Novosibirsk i Ryssland, dåvarande Sovjetunionen. Hon är ingenjör och år 2012 utvald till testkosmonaut.

## Uttagning till Internationella rymdstationen
Den 8 december 2021 tillkännagav Ryska rymdflygstyrelsens chef Dimitrij Rogosin att Anna Kikinas första rymdfärd skulle äga rum år 2022 med Spacex rymdfarkost Crew Dragon. Hon skulle ingå i besättningen SpaceX Crew-5 som i september 2022 skulle skickas upp till Internationella rymdstationen, på ett uppdrag som ska vara 188 dygn. Kikina blev den första ryska kosmonauten som fick färdas med rymdfarkosten Crew Dragon. I gengäld fick en NASA-astronaut färdas med ryska rymdfarkosten Sojuz. Det blev Frank Rubio, som 21 september anlände till rymdstationen tillsammans med 2 ryska kosmonauter.

## Färden till rymdstationen
Kikina flög till ISS med Dragon 2 den 5 oktober 2022 tillsammans med Josh Cassada, Nicole Mann och Kōichi Wakata. Rymdfarkosten dockade 29 timmar senare den 6 oktober kl. 17:01 EDT (21:01 UTC, 23:01 centraleuropeisk tid med ISS.

## Utbildning
Kikina tog examen med utmärkelser från Novosibirsk State Academy of Water Transportation Engineering. Hon tog också en examen i ekonomi och management.

## Privatliv
Kikina föddes i Novosibirsk. Hon arbetade som reseledare i Altai-regionen, samt som sim- och fallskärmsjägarinstruktör. Hon arbetade också som radiovärd för Radio Siberia.  Våren 2021 släppte leksakstillverkaren Mattel en Barbie-astronautdocka som var en avbildning av Kikina.
Kikina är gift med Alexander Serdjuk, som är instruktör för fysisk träning vid Cosmonaut Training Center.